# Plan Burnham
Pour les articles homonymes, voir Burnham.

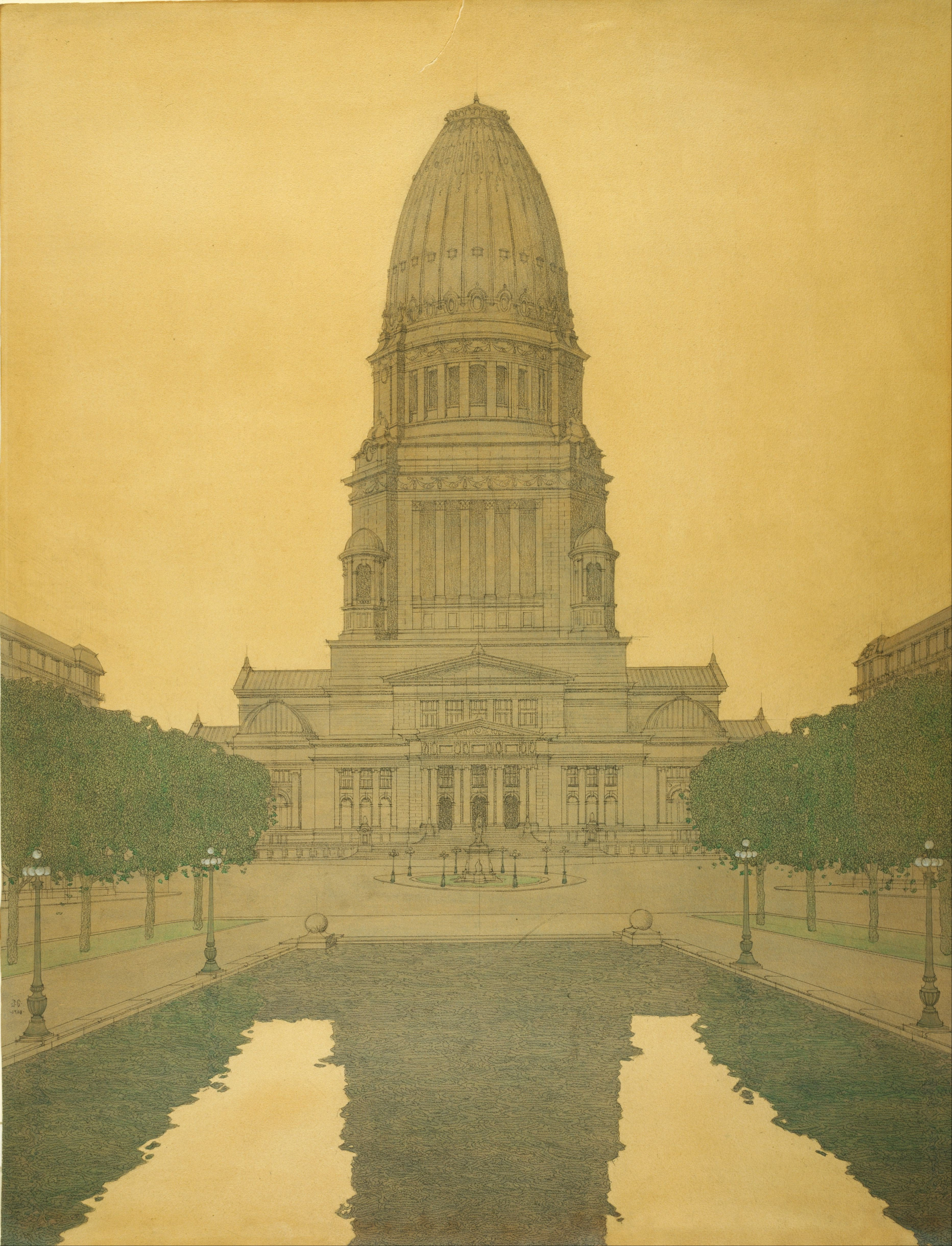
Bien qu'il n'ait pas vu le jour, le Civic Center était l'un des projets phares du Plan Burnham.

Le Plan Burnham (aussi appelé Plan de Chicago de 1909) est un nom populaire qui fut donné dans les années 1900 pour définir le vaste plan de restructuration urbaine de la ville de Chicago aux États-Unis. D'abord appelé « Plan de Chicago de 1909 », le plan Burnham fut conduit par les architectes paysagistes et urbanistes Daniel Burnham et Edward H. Bennett. En 1871, à la suite du Grand incendie de Chicago qui ravagea la majeure partie du centre-ville et ses quartiers limitrophes, le maire de Chicago Fred A. Busse et les membres du conseil municipal de Chicago décidèrent de reconstruire la ville sur des critères modernes.

## Histoire

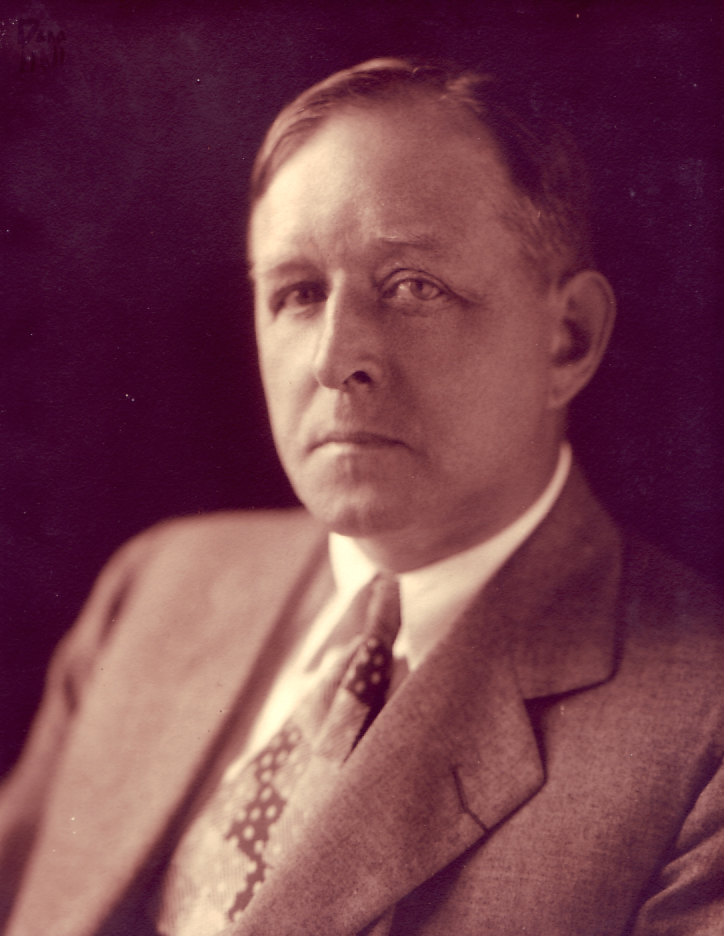
Edward H. Bennett.

En 1906, Burnham et Bennett furent chargés par la municipalité de Chicago d'un vaste projet de renouvellement urbain et d'embellissement de la ville. Lors d'une réunion au sein de la Chicago Plan Commission (en français : « Commission du Plan de Chicago »), les deux architectes urbanistes proposèrent une série de projets innovants pour la restructuration urbaine du centre-ville de Chicago (Downtown) et de certains quartiers excentrés du nord (North Side) et du sud (South Side) de la ville. Ces différents projets comprirent la construction de nouvelles voies de communication (rues, avenues, boulevards, intersections…), la rénovation et l'élargissement de rues, d'avenues et de boulevards déjà existants, la création de nouveaux parcs et espaces verts (y compris dans les quartiers sud), la transformation, le réaménagement et l'agrandissement de parcs déjà existants, la mise en place d'un réseau de chemin de fer d'importance régionale, la construction de plusieurs installations portuaires et industrialo-portuaires, la création puis l'aménagement de la jetée Navy (Navy Pier), la reconversion de Northerly Island et la construction de plusieurs bâtiments municipaux. Bien que le plan ne fut qu'en partie réalisé, les documents furent conservés par les autorités municipales de Chicago et devinrent une source d'inspiration d'une grande influence dans les plans d'urbanisme du Département de zonage et de l'aménagement du territoire de la ville de Chicago (City of Chicago Department of City Planning and Zoning).
Le projet fut lancé en 1906 par le Merchants Club qui fusionna avec le Commercial Club of Chicago, un groupe d'hommes d'affaires influents qui eut pour vocation de promouvoir le développement économique de Chicago et de sa région. La commission du Commercial Club of Chicago reconnut la nécessité d'apporter des améliorations à la ville alors en plein essor et retint l'architecte-urbaniste Daniel H. Burnham, qui fut le concepteur de la « White City » et le directeur de la construction et de la mise en place de l'Exposition universelle de 1893 à Jackson Park. 

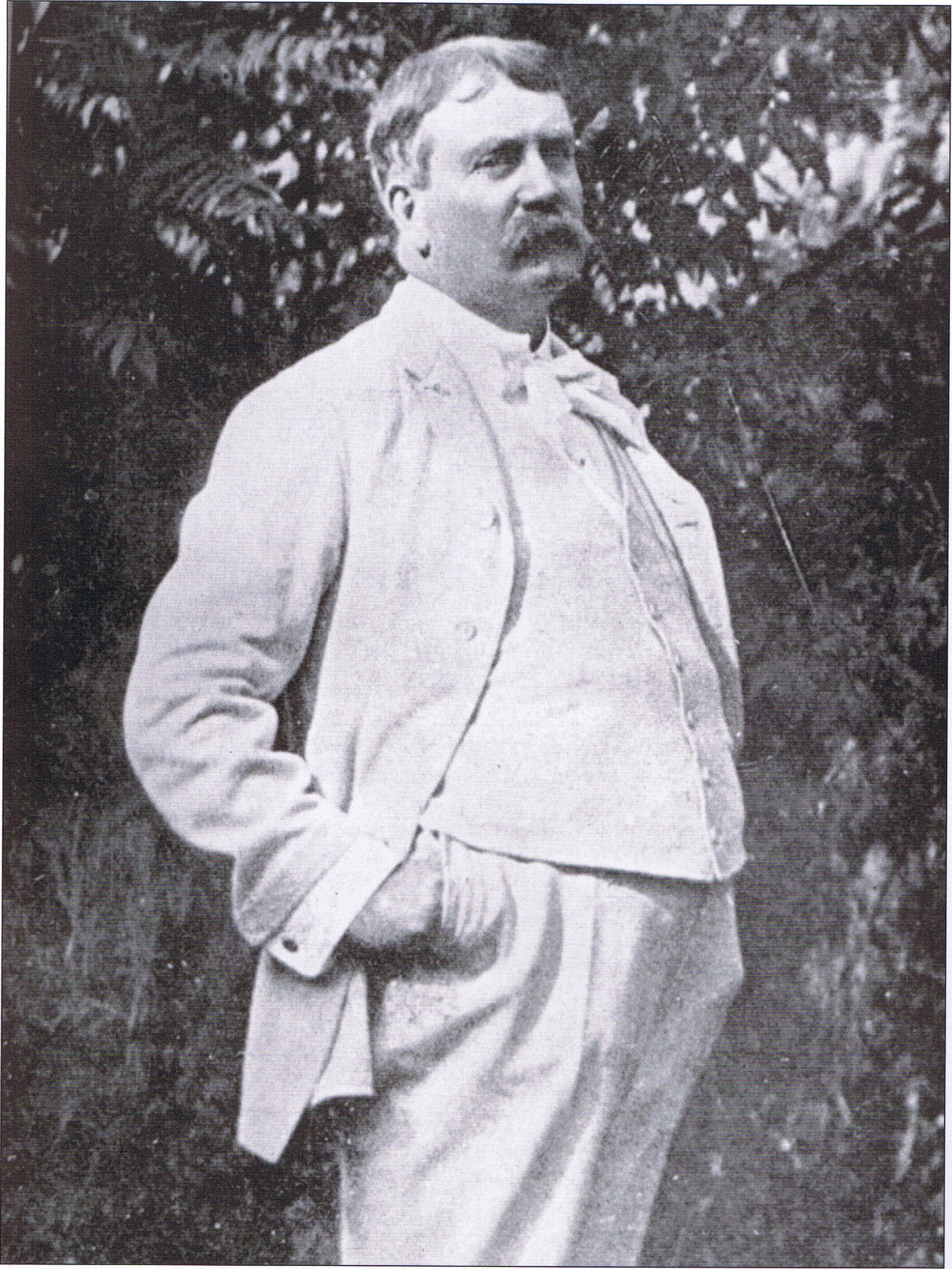
Daniel Burnham.

Burnham fut connu pour avoir présenté des plans de restructuration urbaine afin d'améliorer le bassin de vie des habitants des quartiers de Chicago situés en bordure du lac Michigan, et travailla également sur les plans des villes de Washington, D.C, Cleveland, San Francisco, ainsi que Manille et Baguio aux Philippines. Burnham recommanda Edward H. Bennett auprès des membres de la Chicago Plan Commission pour l'élaboration du projet (distinction des différentes échelles de l'aménagement, identification des points à prendre en compte dans l'élaboration du diagnostic territorial, définition de la stratégie à adopter par étapes). Burnham sélectionna également une petite équipe au sein de la commission pour mettre en œuvre et l'assister dans le bon fonctionnement du Plan de Chicago.
William Hale Thompson, maire de Chicago élu en 1915, se servit des projets du Plan Burnham pour promouvoir l'image de sa ville comme un booster économique. Le Plan fut critiqué pour son accent sur les transformations physiques, vu par certains comme « une tentative de transformer Chicago en un nouveau Paris », dont l'expression fut connue sous le nom de « Paris on the Prairie » (« Paris dans une prairie ») pour faire référence au Chicago de l'époque, alors entouré d'une vaste campagne. Le projet manuscrit du Plan Burnham contint un rapport approfondi sur les besoins sociaux des habitants, mais la publication finale n'en fit pas référence. 
Les améliorations et changements les plus importants prônés dans le plan des deux architectes eurent impérativement besoin d'une ville en pleine expansion comme Chicago, à une période où l'assiette fiscale de la ville permit d'entreprendre de grands projets. L'enthousiasme pour les propositions concrètes du Plan Burnham commença à faner avec le début de la Grande Dépression qui secoua le pays, mais de nombreux projets du Plan, comme l'élargissement des avenues, la création de nouveaux parcs, la construction de nouveaux ponts, et l'aménagement d'un réseau d'autoroutes se concrétisèrent.

## Détails du Plan
Le Plan Burnham inclut six projets majeurs, comprenant la construction d'un centre civique (Civic Center) bordé d'une très grande place publique (1), de la restructuration générale des rues et avenues (élargissement, extension et embellissement) du centre-ville ainsi que des quartiers adjacents et de la construction d'avenues en diagonale entremêlée d'un plan en damier pour faciliter les déplacements et décongestionner le centre-ville (2), de la création de vastes parcs urbains ou d'agrandissement et d'embellissement de parcs déjà existants, de l'intégration du littoral aux quartiers sud et nord, et de le rendre accessible à tous les habitants par la création d'une bande verte longue de 41 km, délimitant les lotissements du lac Michigan (3) et (4), de la création et l'agrandissement de terminaux ferroviaires (5), et enfin de la création d'un réseau routier à l'échelle régionale (6).

### 1) Civic Center et institutions culturelles

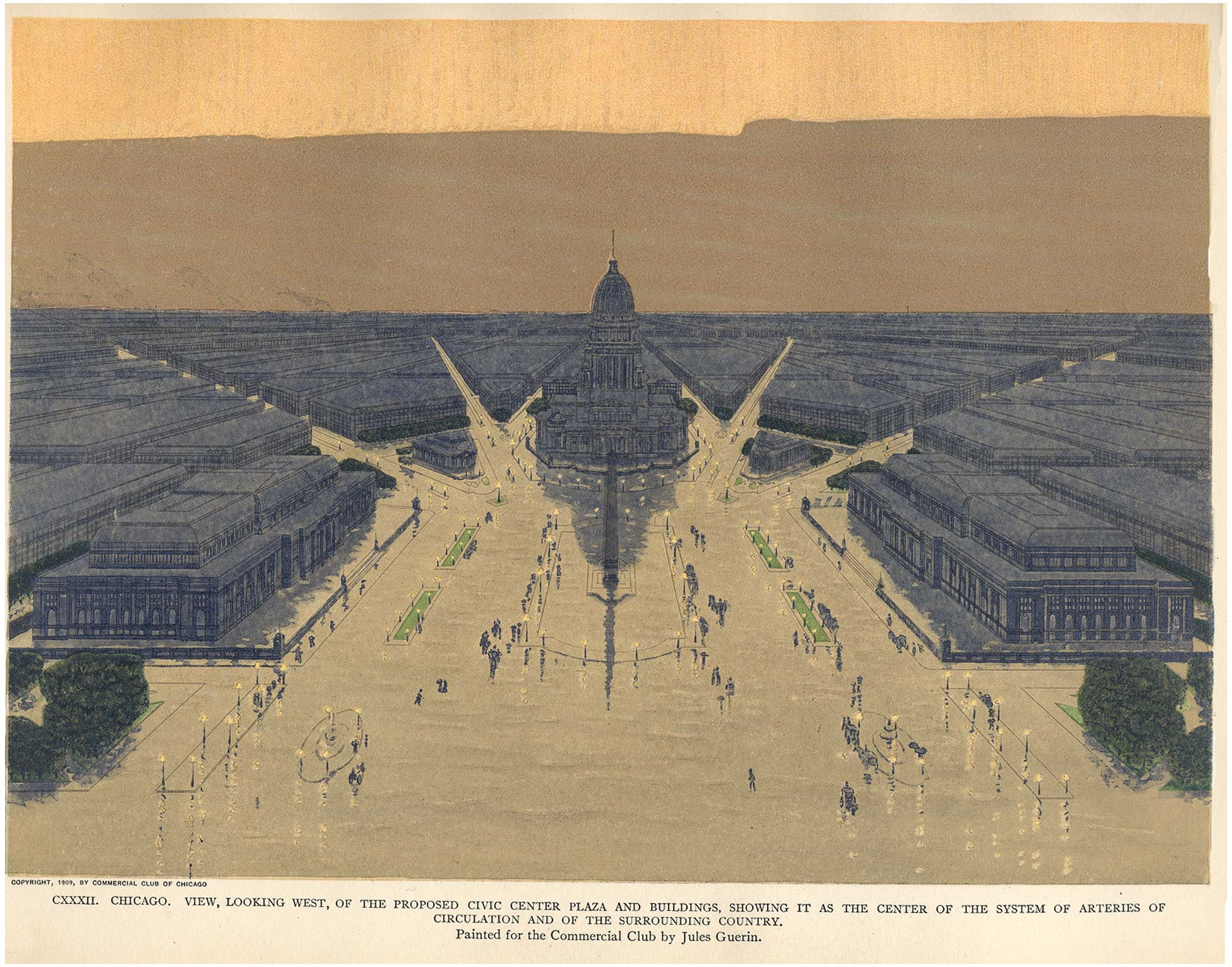
La grande place et le Civic Center figuraient parmi les projets du Plan Burnham, mais n'ont pas vu le jour.

L'image la plus emblématique de ce plan était le nouveau centre civique (Civic Center) proposé pour le secteur autour de Congress Street et Halsted Street. Cependant, les fonctionnaires municipaux sont réticents quant à l'emplacement prévu du Civic Center, ils préfèrent que l'édifice soit situé dans le secteur du Loop pour des raisons de commodité. Toutefois, ce projet n'a jamais été sérieusement poursuivi. L'extrémité est de Congress Street allait devenir l'axe central de la ville remodelée. 
Burnham a proposé l'aménagement de plusieurs bâtiments consacrés à la culture au sein de Grant Park, notamment la construction du nouveau musée Field d'Histoire Naturelle, de la Bibliothèque Crerar, ainsi que de nouveaux bâtiments pour l'Art Institute of Chicago. Cette proposition a placé Burnham et d'autres dirigeants municipaux en conflit à la suite d'une décision de la Cour suprême de l'Illinois qui interdit toute nouvelle construction dans Grant Park.

### 2) Remodelage et élargissement des rues

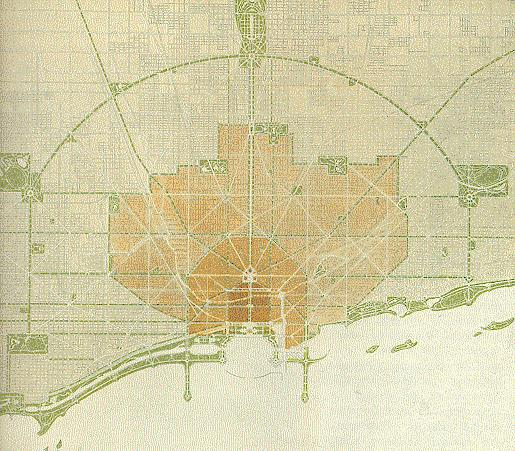
Carte du nouveau plan de restructuration des rues et avenues pour le centre de Chicago.

L'élargissement d'artères déjà existantes a été prévu par le plan pour soulager la congestion du trafic et embellir la ville, qui connaissait un accroissement démographique sans précédent (la ville gagnait entre 500 000 habitants et 600 000 habitants tous les 10 ans). Les deux urbanistes prévoient aussi un plan hippodamien (ou « plan en damier ») pour la structuration urbaine de la ville, où les rues sont rectilignes et se croisent à angle droit, créant des îlots de forme carrée ou rectangulaire. Une fois le quadrillage urbain établi, de nouvelles rues en diagonales vont entrelacer ce quadrillage et seront reliées par un large boulevard formant une ceinture autour de Downtown afin de décongestionner la circulation et rendre plus facile l'accès au centre-ville. Plusieurs artères majeures ont été construites en diagonale à travers la ville.
Des avenues et boulevards majeurs comme la Michigan Avenue, la Roosevelt Road, la Wacker Drive et la Congress Parkway ont été créés ou prolongés, comme la Ogden Avenue. Toutes les recommandations du plan pour la restructuration des rues et avenues du centre de Chicago ont été appliquées. Une fois la ville remodelée, élargie et étendue, une politique d'embellissement a vu le jour, comme la plantation de milliers d'arbres le long des rues et avenues du centre-ville et des quartiers adjacents, ainsi que la création de squares fleuris et de petits parcs sporadiques en bordure des principales avenues. 
En outre, quelque 174 kilomètres (108 miles) d'artères sont élargies entre 1915 et 1931, et les travaux sont vite lancés par la croissance phénoménale de l'utilisation de l'automobile. En 1908, Burnham écrivit dans son journal qu'il voyait l'automobile comme un véhicule récréatif qui permettrait aux citadins de quitter la ville pour aller se promener à la campagne. Il ne pouvait pas prévoir que le marché de l'automobile exploserait et qu'il serait submergé par son projet de transformation de la deuxième plus grande ville et l'une des plus importantes du monde à l'époque.

### 3) Aménagements du littoral
L'un des principaux objectifs du plan était de rendre les bords du lac Michigan accessibles aux habitants des quartiers concernés. « Les bords du lac font partie du domaine public et appartiennent aux Chicagoans » écrit Burnham dans un journal, il poursuit « pas un mètre carré de ses rives ne doit être affecté à l'exclusion des habitants ». Le plan prévoyait donc d'agrandir et d'aménager des entrées aux parcs longeant les rives du lac Michigan, ce qui fut réalisé au début du XXe siècle. Sur les 47 kilomètres (29 miles) de littoral se trouvant à l'intérieur des limites de la ville de Chicago, environ 41 kilomètres sont aujourd'hui bordés de parcs publics. 
Burnham et Bennett prévoyaient également de vastes installations portuaires en bordure du lac, ce qui a été rendu possible grâce à leur plan, avec notamment le développement d'installations dans la région du lac Calumet (tout près du lac Michigan), dans le sud de la ville, mais également directement sur le littoral, dans le nord de la ville.

### 4) Création de nouveaux espaces verts

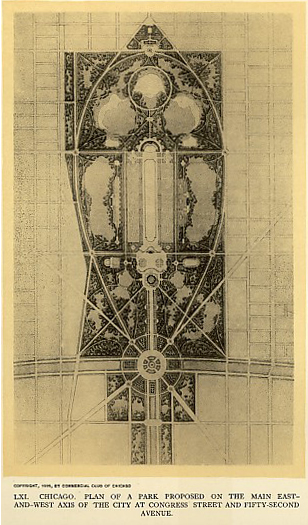
Dessin d'un grand parc urbain figurant dans le Plan de 1909.

Les mouvements d'achats et de préservation des espaces naturels engendrés par la Conservation du patrimoine forestier du comté de Cook était déjà bien entamé avant même que le Plan ne soit rédigé. Le Plan consistait en un réseau de parcs et de larges avenues qui transcendaient le quadrillage des rues dans un schéma qui rappelle la tradition baroque française déjà initié à Paris au XIXe siècle. L'intégration physique des systèmes de transport et des loisirs a été le schéma permettant à son tour l'intégration des bâtiments, des rues et des parcs. 
Dans les décennies suivantes, à la suite d'un processus de planification flexible et très médiatisé, le Plan de Chicago a inspiré la création d'une ceinture de verdure permanente autour de Chicago, dont la sauvegarde des forêts dans le nord-ouest de la ville. De nombreux parcs et espaces verts ont vu le jour au fur et à mesure que le Plan se dessina. L'un des projets phares fut le développement des nombreux parcs qui serpentent sur une quarantaine de kilomètres, formant une bande verte en bordure du lac Michigan, mais aussi par la création de grands parcs urbains dont l'agrandissement et l'embellissement de Jackson Park, aujourd'hui considéré comme l'un des plus beaux parcs de la ville, la création de Grant Park et du Museum Campus au cœur du centre-ville, l'aménagement de Burnham Park et de Harold Washington Park le long du littoral, ou encore le réaménagement de Calumet Park pour ne citer qu'eux.

### 5) Agrandissement des terminaux ferroviaires
Le Plan s'est appuyé sur des études techniques déjà effectuées par d'autres urbanistes, y compris un plan de chemins de fer concurrent mettant en commun l'utilisation des voies pour une plus grande efficacité dans le transport du fret. En outre, le plan détaillé qu'une fusion de six terminaux de chemin de fer interurbains de Chicago serait envisageable afin de créer de nouveaux complexes à l'ouest du secteur financier du Loop et au sud de Roosevelt Road. Cela pourrait permettre l'expansion du quartier d'affaires au sud. La construction de la nouvelle gare d'Union Station dans le centre de Chicago a été achevée en 1925. D'autres gares en revanche ont été consolidées ou déplacées. 
En 1929, la branche sud de la rivière Chicago a été canalisée entre Polk Street et la 18e Street, ce qui aida à démêler les différentes approches des chemins de fer tel que recommandé par le Plan.

### 6) Réseaux routiers

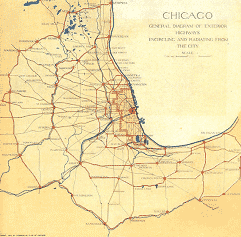
Réseaux routier et autoroutier de la région de Chicago prévus dans le Plan Burnham.

Le plan imaginé par Burnham et Bennett voudrait que Chicago devienne le centre d'une région s'étendant à 75 miles (120 km) du centre-ville. À l'aube de l'ère de l'automobile, le plan schématise deux autoroutes radiales et circonférentielles dans la région. Toutefois, les organismes qui ont pris en charge la construction et l'amélioration des routes dans les années 1910 et 1920 ne semblaient pas avoir été guidé pour mettre en place les itinéraires spécifiques recommandés par le plan.

## Citation
En présentant son plan, Burnham déclara : « Ne faites pas de petits projets, car ils n'ont pas la magie de stimuler le sang des hommes et ils ne se réaliseront sans doute pas. Faites de grands projets… ».